# Oriental de Cartago
Oriental es uno de los distritos del cantón de Cartago, en la provincia de Cartago, de Costa Rica. Junto con el distrito de Occidental conforma la ciudad de Cartago.

## Geografía
Oriental cuenta con un área de 2,04 km² y una altitud media de 1435 m s. n. m.

## Demografía
Para el año 2022, Oriental cuenta con una población estimada de 11 079 habitantes, y para el último censo efectuado, en 2011, Oriental contaba con una población de 12 228 habitantes.

## Localidades
- Barrios: Ángeles, Asís, Brisas, Calvario, Cerrillos, Corazón de Jesús, Cortinas, Cruz de Caravaca (parte), Estadio, Galera, Hospital (parte), Istarú, Jesús Jiménez (parte), Residencial Cartago, Matamoros, Montelimar, Puebla, Soledad, Telles.

## Transporte

### Carreteras
Al distrito lo atraviesan las siguientes rutas nacionales de carretera:
- Ruta nacional 10
- Ruta nacional 231
- Ruta nacional 233

### Ferrocarril
El Tren Interurbano administrado por el Instituto Costarricense de Ferrocarriles, atraviesa este distrito.